# 張詠詩
張詠詩（SiSi Cheung，1980年6月8日—），香港女歌手及電影演員，2003年退出娛樂圈。

## 唱片
- 《魅力移動》（與EO2、E-kids合輯；唱片公司：東方魅力）（2002年）

1. 魅力移動（與EO2、E-kids合唱）
2. 普通朋友
3. 上一課（與EO2合唱）
4. 青春變魔術（E-kids主唱）
5. 魂遊
6. One Day
7. 私人時段（E-kids主唱）
8. 普通朋友（Rage Mix）
9. 上一課 Get Up Mix
10. 青春變魔術 Magic Tommy Mix
11. 大丈夫（與EO2合唱）

## 獎項
- 2002勁歌金曲第二季季選

最受歡迎合唱歌曲獎 - 《魅力移動》
- 2002年度十大勁歌金曲頒獎典禮

最受歡迎合唱歌曲獎 - 金獎《魅力移動》

## 電影
2003年:
- 《愛火花》
- 《大丈夫》